# 岐阜近鉄百貨店
岐阜近鉄百貨店（ぎふきんてつひゃっかてん）は、かつて岐阜県岐阜市柳ヶ瀬に所在した百貨店で、正式名称は京都近鉄百貨店岐阜店。
この項目では前身の丸物岐阜店（まるぶつ ぎふてん、岐阜丸物）、及び近鉄時代に「柳ヶ瀬ビル」に併設されていた専門店街「近鉄アミコ」（きんてつあみこ）、「イマージュ」についても説明する。

## 概要
1930年（昭和5年）6月1日に岐阜県初の百貨店として開業した。長年柳ヶ瀬の中核店舗として親しまれたが、立地面や規模での問題もあって、後年に開業した岐阜髙島屋や郊外型商業施設、名古屋市内の百貨店などより大きな商業施設に太刀打ちできなくなり、JR名古屋髙島屋などの開業を翌年に控えた1999年（平成11年）9月30日、閉店に追い込まれた。当店の閉店後は、柳ヶ瀬商店街のみならず、新岐阜駅前など岐阜市内の大型商業施設は次々に閉店した。当店の開業から94年後の2024年（令和6年）には柳ヶ瀬で最後の大型店だった岐阜高島屋の閉店が予定されるなど、市街地空洞化が進行している。

### 店名について
丸物から商号変更した1977年以降、近鉄百貨店を筆頭とする近鉄流通グループの「京都近鉄百貨店」の運営で、正式な店名は京都近鉄百貨店岐阜店だったが、この正式名称はあまり使用されなかった。「岐阜近鉄百貨店」「岐阜近鉄」あるいは「近鉄岐阜」との案内を用い、単に「近鉄百貨店」とも呼ばれた。

### ロゴについて
京都物産館時代から「丸物」時代までずっと「物産館」の「物」を丸で囲んだ丸物マークが採用されていた。運営会社が「京都近鉄百貨店」となってからは近鉄百貨店の直営店と同様のロゴを京都近鉄百貨店や当店に導入するようになった。
1977年の転換時点では、塔屋に近畿日本鉄道の社章をアレンジし、若干中央の模様が丸みを帯びている近鉄百貨店の社章が塔屋に掲げられた。閉店時の当店のホームページには外装の写真が掲載されていたが、この姿である。　
10年強が過ぎた1988年（昭和63年）には、近鉄百貨店阿倍野店の増床・リニューアルオープンをきっかけにCI活動の一環として導入された「K'ntetsu」ロゴが当店でも使用されるようになった。閉店までの10年余り、シャッターやフロアガイドには「K'ntetsu」ロゴが描かれていた。しかし、他の近鉄百貨店グループ各店と異なり、塔屋には「K'ntetsu」ロゴは掲げられず、近鉄百貨店の社章が掲げられ続けた。1999年2月ごろにようやく塔屋を改装したが、白地に赤で「近鉄」「近鉄百貨店」と書かれただけで、結局閉店まで「K'ntetsu」ロゴは塔屋に掲げられることはなかった。

## 沿革

### 物産館・丸物時代
- 1930年（昭和5年）
  - 4月29日 : 当店開設の準備として、岐阜市に支店開設
  - 6月1日 : 大垣共立銀行岐阜支店ビル（地上5階）の2階から5階を売場とし、物産館岐阜支店として開店する。
  - 10月 : 隣接する映画館旭座を買収して売場を拡張
- 1931年（昭和6年）9月21日 : 「丸物」に商号変更
- 1937年（昭和12年）2月21日 : 名鉄一宮駅前に一宮デポー開設
- 1938年（昭和13年） 5月28日 : 地下1階地上8階塔屋1階（佐藤信次郎の設計）を開場
- 1943年（昭和18年）3月 : 第一次売場供出
- 1944年（昭和19年） : 1階・2回以外すべての売場を供出
- 1945年（昭和20年）
  - 7月9日 : 岐阜空襲により被災
  - 8月 : 修繕を施し配給所とし、衣料、毛　布、石けん、砂糖などの日用品の配給業務と衣料・日用雑貨を仕入れて販売
  - 10月 : 3階まで復旧し、2階では占領軍兵士向けの物品を販売
- 1946年（昭和21年）3月 : 物々交換所を開場
- 1951年（昭和26年） : 全館百貨店として復旧
- 1956年（昭和31年）4月25日 : 増築工事完成、地下1階地上7階となる
- 1959年（昭和34年）4月3日 : 増築部分と賃借部分（丸喜ビル3 - 5階）の営業開始
- 1964年（昭和39年）3月2日 : 屋上増築、8階への売場増床完成
- 1972年（昭和47年）6月29日 : 大垣共立銀行岐阜支店ビル跡地に新館（地下1階地上8階塔屋3階）を開き、全館大改装
- 1976年（昭和48年）4月16日 : 「ファッション5」（満映ビル1階）と「若宮町立体駐車場」（56台収容）完成

### 京都近鉄百貨店時代
- 1977年（昭和52年）
  - 5月28日 :「京都近鉄百貨店岐阜店」に商号変更する。
  - 12月 : 専門店街「近鉄アミコ」開業
- 1978年（昭和53年）11月11日 : 8階大食堂をお好み食堂街に改装
- 1986年（昭和61年）9月13日 : 社名変更10周年を控え、若い女性をターゲットに行った改装（約6億円）が完了
- 1987年（昭和62年）
  - 8月14日 : 第二電電（後のKDDI）岐阜地区代理店となり、この日から8階サービスセンターで受付開始
  - 9月5日 : 地下食品売場を新装開店（約5億円）
- 1991年（平成3年）11月22日 : 駐車場を倍増、「近鉄アミコ」を「イマージュ」として再開業
- 1992年（平成4年） : 同年2月期で年商約187億円と売上高がピークを迎える
- 1997年（平成9年） : 約3億円をかけて全館新装オープン
- 1999年（平成11年）
  - 2月 : 看板を社章が入ったものから「近鉄百貨店」「近鉄」表記のものに取り換え
  - 4月26日 : 閉店を発表
  - 5月24日 : 市や商店街関係団体が再考・撤回を求めたことに対し、撤回に応じられないと回答
  - 7月末 : 中元商戦を繰り上げ、閉店セール開始
  - 9月3日 - 9月15日 : 閉店セール第2陣で秋冬物の衣類を販売し、長蛇の列
  - 9月30日 : 閉店

### 閉店後
- 2000年（平成12年）7月28日 : 建物を取り壊し、跡地の1700㎡を16億5千万円で中日新聞社へ売却することが決定
- 2001年（平成13年）
  - 2月28日 : 京都近鉄百貨店（大証一部上場）が旧・近鉄百貨店（非上場）を逆さ合併し、近鉄百貨店（大証一部上場）が発足
    - 「イマージュ」の入居する柳ヶ瀬ビルを運営する柳ヶ瀬ビル株式会社は近鉄百貨店の子会社（79.8%出資）となる

  - 6月28日 : 柳ヶ瀬ビルが岐阜地方裁判所に破産を申し立てる
  - 7月 : 柳ヶ瀬ビルに入居していたファッションビル「イマージュ」閉鎖。近鉄流通グループ（近鉄百貨店グループ）の岐阜での事業が終焉
  - 9月末 : 中日新聞社に百貨店敷地を明け渡す

## 丸物岐阜店

### 「丸物」初の支店
中林仁一郎が経営する京都駅前の「京都物産館」は順調に店舗を拡張して百貨店化し、全国展開を目標として多店舗化を図った。松尾国松による誘致を受け、1930年（昭和5年）4月の出張所開設を経て、同年6月1日に（京都）物産館岐阜支店を開業した。岐阜県内では初の百貨店となっただけでなく、京都物産館にとっても京都市内の西陣分店に次ぐ店舗、かつ初の本格的な支店となった。
当初は 大垣共立銀行岐阜支店ビル（地上5階）の2階から5階を売場としたが、さっそく10月には隣接する映画館旭座を買収して食料品や日用品を扱う「十銭ストア」を開設することで売場の拡張を図った。「京都物産館」の略称である「物産館」では全国展開に合わないのと、物産館の「物」を丸で囲んだマークから「丸物」と呼ばれることもあったため、翌1931年（昭和6年）9月には商号を丸物に改めた。
1937年（昭和12年）には名鉄一宮駅前に一宮デポーを開設して営業拡大を図り、1938年（昭和13年） 5月には地下1階・地上8階建ての塔屋付きの建物（佐藤信次郎の設計）を新築して本格的な百貨店としての営業を始めた。しかし、わずか6年後の1944年（昭和19年）には売場の供出を命じられて1・2階だけでの営業となり、1945年（昭和20年）7月9日には岐阜空襲によって建物は大きな被害を受けた。外壁のみを残して内部が焼損し、営業はできなくなった。

### 戦後復興期

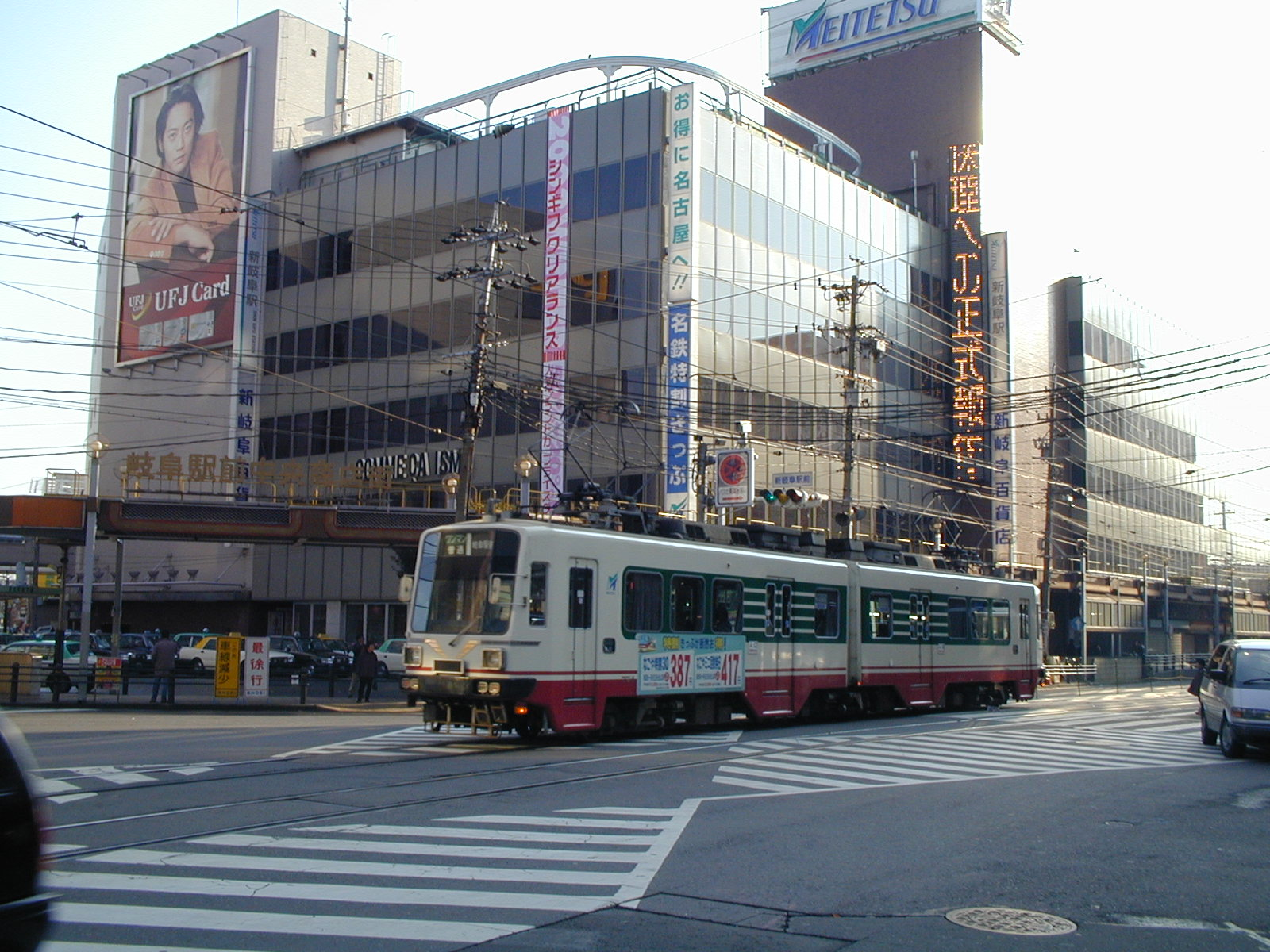
新岐阜百貨店

同年8月には衣料、毛布、石けん、砂糖などの日用品の配給業務に加え、仕入れた衣料・日用雑貨の販売を開始した。2階へ占領軍兵士への販売所を開いたり、物々交換所となったりしたが、1951年（昭和26年）にようやく全館百貨店として復旧した。1946年から1955年まで営業した丸物大垣支店を閉鎖した一方、1956年（昭和31年）には延床面積10000m2弱まで増床し、1959年（昭和34年）には南隣の「丸喜ビル」の3・4・5階も賃借して売場を拡大していった。この頃、新岐阜駅前に「山勝（やまかつ）百貨店」や「新岐阜百貨店」が開業した。また、同じ柳ヶ瀬商店街にはグランドタマコシなどスーパーも続々開業していった。

### 近鉄グループ入り
1966年（昭和41年）に株式会社丸物が近畿日本鉄道（現・近鉄グループホールディングス）の出資を受けて近鉄グループ入りした。これと前後して、同じ近鉄グループの長良川ホテルが店内にレストランを開設している。以降も増築を繰り返し、1972年（昭和47年）には新館増築が完成。これで百貨店部分は最終的な形態になるが、1976年（昭和51年）4月16日には若宮町立体駐車場（56台収容）、「満映ビル」1階へ「ファッション5」を開設するなど、周辺施設の拡充を図り続けた。

## 京都近鉄百貨店岐阜店

### 近鉄百貨店へのリブランド
中林仁一郎の長男で丸物社長だった中林仁良と近畿日本鉄道出身の副社長・橋本達吉の間で店名変更に合意したため、1977年（昭和52年）5月27日に商号を京都近鉄百貨店へ変更して、当店は同社の岐阜店となった。近鉄百貨店（本社：大阪市阿倍野区）の直営店ではなかったが、近鉄百貨店と呼ばれるようになり、以降は近鉄百貨店と同じロゴマークなどを用いた。案内上は「岐阜近鉄百貨店」「岐阜近鉄」などの名称を使用するようになった。
また、12月には当店の北西に専門店ビル「近鉄アミコ」を開業している。
この頃の当店周辺は1977年5月に開業した岐阜高島屋に加え、「山勝百貨店」を買収したセゾングループが運営する「岐阜パルコ」など大型店が周囲に集まっている。繊維産業の客にも支えられ、柳ヶ瀬商店街は名古屋市からも買い物客が来るほど賑わっていた。
1981年（昭和56年）9月14日には3・4回の第一次リフレッシュが完成し、1983年（昭和58年）9月14日まで断続的に改装を行っていった。1987年（昭和62年）2月期には157.5億円を売り上げ、翌2月期は約162億円の売上を目指した。

### CIの導入
近鉄百貨店阿倍野店（現在のあべのハルカス近鉄本店）の新装開業に合わせ、1988年（昭和63年）11月11日から当店や運営元の京都近鉄百貨店でも近鉄百貨店と同様のコーポレート・アイデンティティやシンボルマークを導入した。別に京都近鉄百貨店としてもモットー「暮しに、愛イズム」が導入されている。
翌1989年にはCI活動の一環で、「エレガントなデザインを通して、情報発信地としての百貨店を印象付けたい」として、鳥居ユキのデザインした制服に夏服も更新した。

### 郊外や名古屋との競争

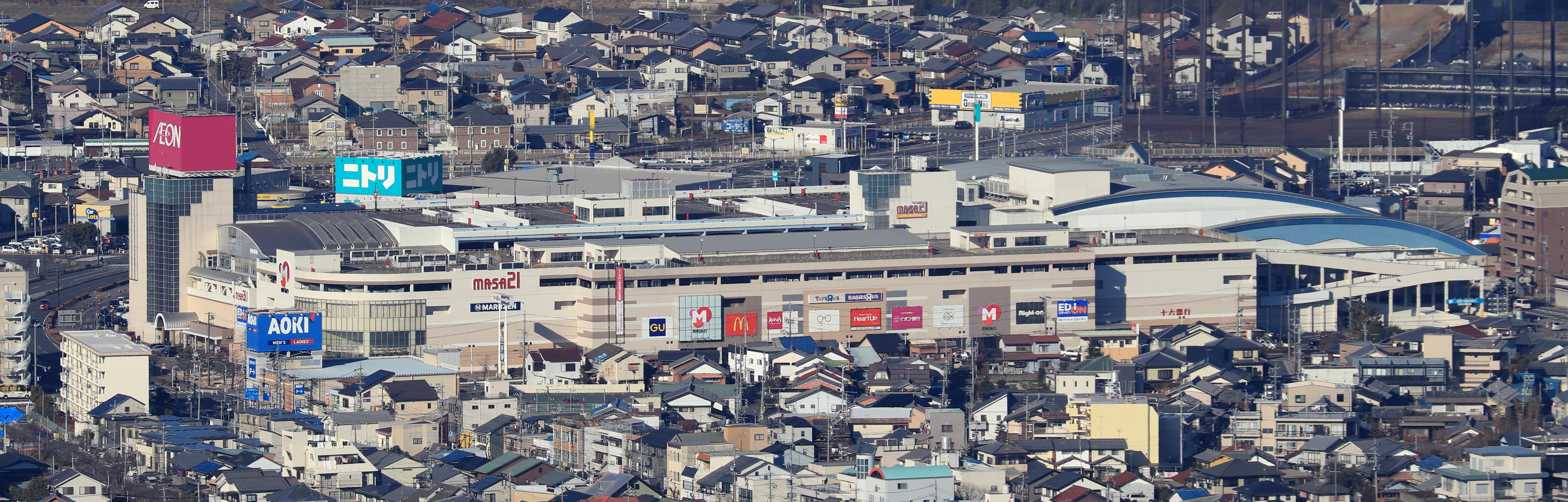
マーサ21

1980年代後半にはカワボウの工場跡地へマーサ21を建設し、新岐阜駅前にあったジャスコが核店舗として移転する計画が進んでいた。これに対して当店など岐阜市内の百貨店は新たな魅力づくりに注力し、1987年秋に岐阜髙島屋と前後して食料品売場の改装を行ったのを機に、1988年春には若い女性をターゲットに神田町側入口の広いガラス面を用いて、カラフルなスカーフやセーターなどを扱う婦人雑貨売り場「ザッカ　ビレッジ」を新設して、1階と2階を全面改装した。また、“快適な気分で買い物ができる都心型百貨店の良さ”を前面に押し出すため、「おもてなし心を大切に」のテーマを設け、客を感動させる接客を社員自らが行い、ソフト面での対応も図った。
平成に入る1989年（昭和64年・平成元年）ごろには松坂屋をはじめ、名古屋三越、名鉄百貨店、丸物と同根の丸栄など名古屋の各百貨店が相次いでギフトショップを岐阜県内に開設。当店の担当者は「特に大垣市へ三越が出店したギフトショップは高いグレードで、名古屋への誘客を図っている」と警戒し、1988年3月に美濃加茂市の出張所をギフトショップに転換するなど、応戦した。

### 60周年を前にした改装
1989年夏には、厳しい販売競争の中での差別化を図って、開店60周年記念の改装に着手した。
文具・玩具コーナーは別館1階からベビー服や子供服と同じ本館5階に移設することで子供関連商品をワンフロアに集約し、商品構成も一新する。代わって別館には1階へクレジットカウンター、式場相談などサービス機能を本館から移設し、桂由美ブライダルショップの誘致、別館地下倉庫の外商サロンへの改装を行う。本館でもステーショナリー（文具）ショップを8階に新設し、婦人服への新規ブランド導入、さらには美術画廊も移転・充実させている。この改装は9月9日に新装開業した。続いて、1990年（平成2年）春には婦人服や家庭用品の売場で二期改装を行い、約8億円を投資することになった。

### 新岐阜駅前との対決姿勢
1991年（平成3年）ごろには新岐阜百貨店の建て替えなど新岐阜駅前の再開発が持ち上がった。この計画に対し、当店長の山本俊行は平面に広がる柳ケ瀬を“ヨコ”として捉え、「柳ケ瀬全体をデパートのワンフロアと考え、商店の水準を上げる発想が必要」と対決姿勢を強調した。

### 駐車場の充実
1991年中間期(91年3 - 8月)決算では、京都店が前年同月比7.1%増だったのに対し、岐阜店は1.7%増と売上が伸び悩んだ。このため、京都近鉄百貨店では同年下期に計画している総額6.47億円の設備投資のうち、6 - 7割を当店に集中投資し、大規模小売店舗法(大店法)の運用緩和による競争激化に備えることにした。この一環で約4億円かけて、当店の立体駐車場に回転移動式設備の導入を行った。収容台数を56台から110台に倍増させている。
一方、1992年2月期（1991年度）には過去最高の年商約181億円を記録した。

### 店長交代と全館改装
1997年4月16日に開いた京都近鉄百貨店の取締役会で、髙田多喜男社長の退任などと合わせ、河合明（当時62歳）店長の退任を内定し、5月22日の株主総会で正式に決定した。河合店長は昭和28年「丸物」に入社し、通算44年間当店にずっと勤務し続けた生え抜きの人物で、1991年5月に店長に就任していた。
一方、これと前後して総投資額4億円で婦人向けファッション売場の拡大を主とする改装を行った。平成2年以来7年ぶりの改装である。
まず、1996年には食料品売場と各階のトイレを改装してから本格的な改装に着手した。8階までの地上部分の改装を進め、1997年4月18日には1階と3階に新規ブランドが開業した。1階化粧品売場に防腐剤など不使用の自然化粧品の店を新設し、既存のカツラ専門店も売場を広げた。3階にはフランスのカジュアル衣料品店も開店した。
2階の一部を婦人雑貨、衣料の売場とし、1階と3、4階に分散していた婦人向け売り場を4階までの各階へ集中配置する。代わって紳士服売場は2階の一角から5階へ移転した。
春の時点では5月下旬から6月上旬、最終が8月中旬になる予定だったが、改装の終了は10月17日にずれこんだ。最後に1階にあったハンドバッグ売り場や3・4階にあったキャリア向け婦人服、婦人肌着売場を移設し、特に婦人靴やハンドバックの売場面積が広がったため、「市内三百貨店では一番の広さと品ぞろえ」と称した。
さらに30代・40代をはじめ、若い顧客の取り込みを図り、国内外から若手デザイナーの14ブランドを集めた「プレイス」も展開した。

### 髙島屋との協業
1996年10月、髙島屋岐阜店の開業と当店の改称から20年が経つのを前に、高島屋岐阜店の営業統括グループマネージャーが岐阜近鉄百貨店の営業推進課長に共同催事の実施を持ち掛け、1997年4月に第一陣の共同バーゲンを行った。売上は目標を下回ったものの商店街の関係者から好評で、同年秋には第二陣の共同バーゲンを行った。

### 閉店へ

#### 売上低迷

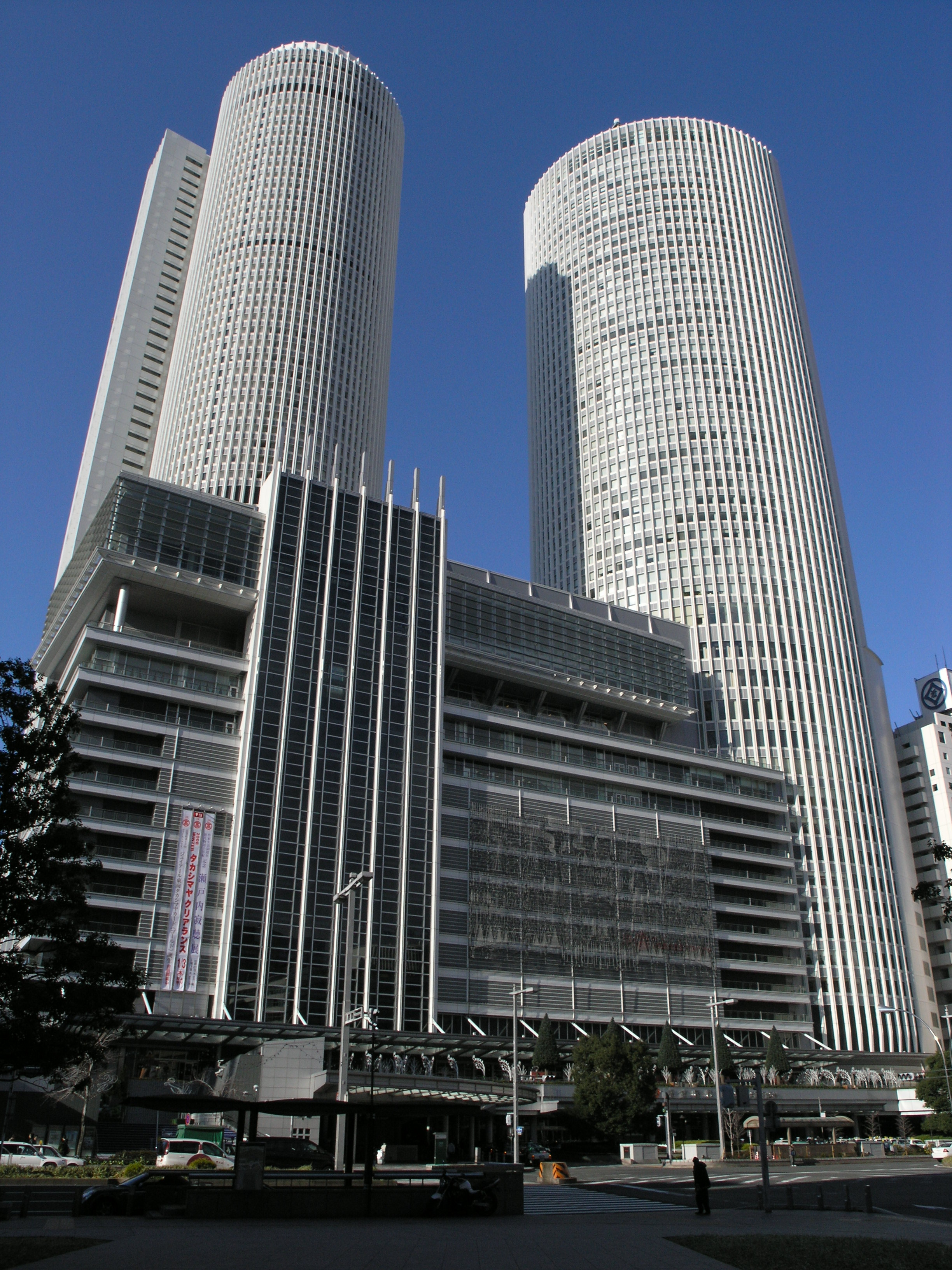
ジェイアール名古屋タカシマヤ

上記のような取り組みにもかかわらず、消費低迷による売上低迷が続き、1994年2月期は約174億6500万円、1995年2月期は約164億5000万円、1996年2月期は約158億6000万円、1997年2月期は約143億8500万円、1998年2月期のは約123億6000万円と5期連続で売上高は減少していった。1999年2月期の売上も約110億360万円（前年比10.7%減）と厳しい数字となり、90年2月期からの営業赤字による累計の営業損失は約23億円となった。また、翌年にはジェイアール名古屋タカシマヤの開業が予定されており、経営状態がより悪化すると考えられていた。

#### 京都近鉄百貨店の経営不振

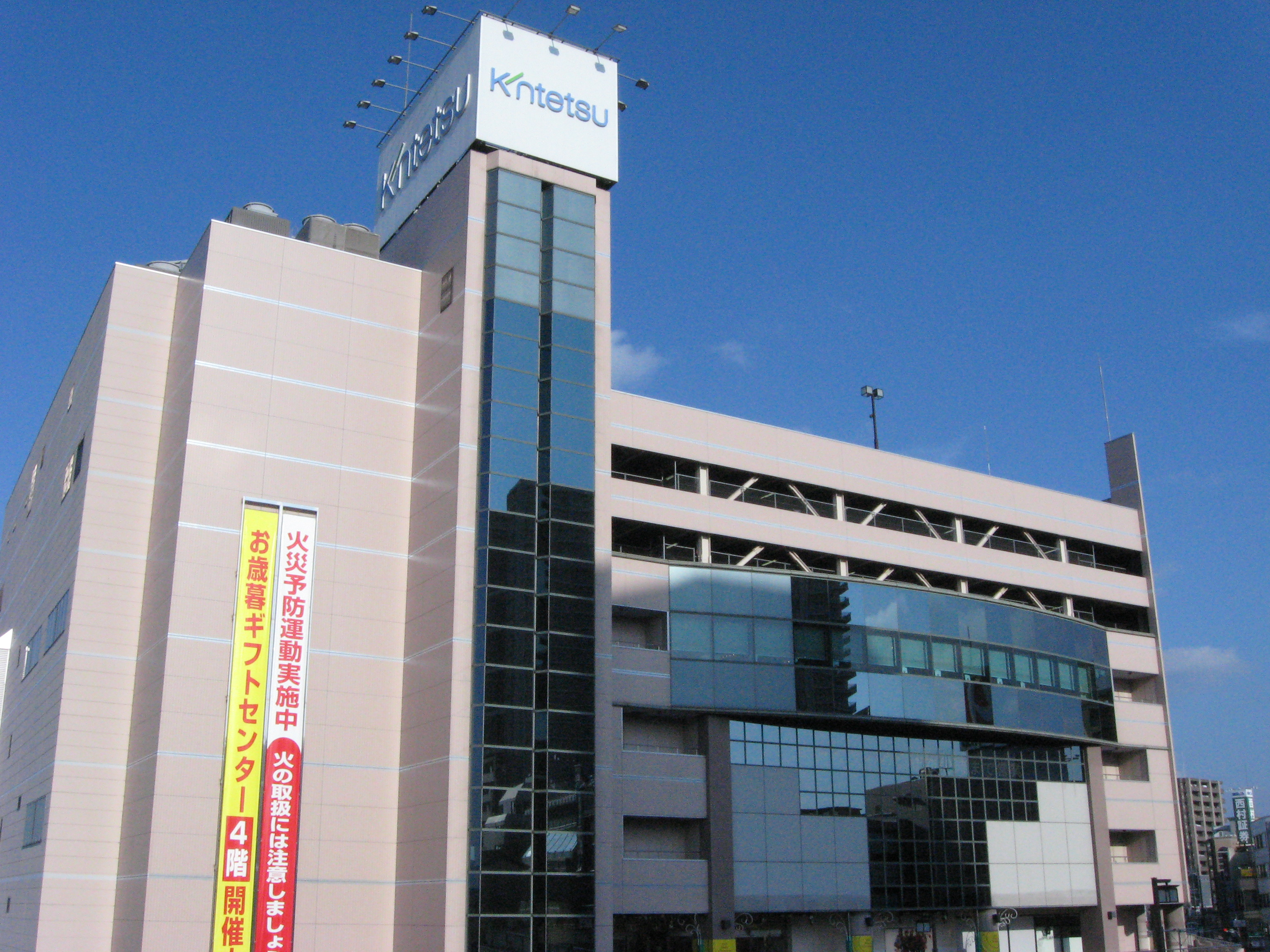
草津近鉄百貨店（撮影時は中部近鉄百貨店草津店）

京都近鉄百貨店では京都店（本店）も「ジェイアール京都伊勢丹」が1997年秋に開業することや、これに対して大丸や髙島屋の京都店ともども増床を行うなど、競争が激化した。増床などの投資も重荷となって、1995年2月期から経常赤字に転落した。1998年8月中間期の売上高は京都・岐阜を合わせて243億円と前年同期比で2割以上減少して、16億円の債務超過に陥った。このため、希望退職を募集し、親会社の近鉄百貨店への出向と合わせて従業員を110人削減した。同じ岐阜県で近鉄グループのゼネコン「大日本土木」（岐阜市大垣市）も京都近鉄百貨店の株を買い増して支援を行っている。

#### 閉店発表
とうとう、1999年（平成11年）4月26日午前の「京都近鉄百貨店」取締役会で同年9月末の閉鎖を決めた。三上昭専務は「12,000㎡の中途半端な規模で品ぞろえも中途半端でニーズに応えられなかった」と語った。
これに対して、岐阜市では「京都近鉄の経営事情によるもの」「再開発のきっかけになる」など楽観的な声も聞かれた。しかし、髙島屋岐阜店（当時）さえ閉店のうわさが出ており、同店の関係者も当店の撤退による柳ヶ瀬の地盤沈下やジェイアール名古屋タカシマヤへの顧客流出を大きく懸念した。
丸物時代から親しんでいた地元住民は単なる一企業での撤退ではないとして反発し、岐阜市や岐阜商工会議所は閉店撤回運動を起こしている。しかし、会社側はこれを拒否したので、市や商議所、商店街組合の代表者が「にぎわい拠点活性化対策会議」を結成し、跡地利用を検討した。しかし、民間保有地の買収については否定的な市と風俗店などの進出を阻止しようと支援策を要求する商店街組合との間で議論は平行線となり、閉店までには結論は出なかった。

#### 閉店
9月30日の閉店当日、朝10時のオープン時から客足は絶えず、午後6時半の閉店時間を迎えても客足は絶えなかった。6時45分にシャッターが下り、7時10分に小山禎三社長があいさつして69年4か月の営業に幕を閉じた。京都近鉄百貨店の小山禎三社長は当日の午後2時、岐阜市の岐阜商工会議所で会見した。本店への異動者など3割を除く従業員が転職活動中で、通常の約2倍にあたる合計8億円ほどの退職金を支払うと説明している。7月30日から始まった閉店セール期間中の来店者数は延べ70万人ほどで、売上高は前年同期比の約3倍近くにあたる32億円超だという。10月中にほとんどの社員が退社するが、翌年2月末までは岐阜事務所で残務処理や顧客対応を行うとした。

## 閉店後

### 解体延期
閉店延期には応じなかった会社側だが、閉店直後の10月下旬に行われる国民文化祭の期間中に解体工事を行わないよう地元が要望したところ、周辺の商店や客に迷惑はかけられないとして、これに応えた。年明けの2000年（平成14年）1月から解体工事をするとしたが、実際には2000年夏の時点でも建物は残っていた。

### 中日新聞社への売却
京都近鉄百貨店の小山禎三社長は2000年7月28日に岐阜商工会議所で中日新聞社へ跡地を売却すると発表した。翌年9月までに百貨店ビルを取り壊し、1768m2の敷地を16.5億円で売却するもの。中日新聞社では北側から同社岐阜支社を移転させ、新たな取材拠点として活用するとした。小山社長のほか、岐阜県知事らも安堵し、跡地問題に決着を見た。
なお、閉店前は毎年12月下旬に中日新聞社による福祉行事「中日チャリティーバザー」（中日新聞本社、中日新聞岐阜社会事業団主催）が開かれるのが恒例化するなどの関係もあった。

### 雇用問題
閉店後、一部の社員は片道2時間かけて京都本店への通勤を決めたが、約9割の151人は退職を決めたうえ、40代以上を中心に退職者の約半数は就職先が決まらなかったとみられる。また、再就職先に定着できず約1週間で辞職した例や、元社員の子供が精神的に不安定になるなどの事例も聞かれた。

### 店舗周辺の衰退
柳ヶ瀬地区の衰退が問題となる中、再度分社化された岐阜髙島屋では2005年に1階の一部を広場から売場へ転換したり、テナントとして無印良品、京都の大垣書店などを誘致するなどの対策も行っている。ヤナゲン閉店後は岐阜県内では最後の百貨店、さらには岐阜メルサ跡地に開業したドン・キホーテが閉店後は柳ヶ瀬最後の大型店となっていた。しかし、同店の建物所有者である岐阜土地興業行との設備改修の話がまとまらず、2024年夏を持って閉店することが決まった。マンションの建設なども進んでいるものの、当店の開業から94年で、大型店はすべて柳ヶ瀬から姿を消すことになった。

## 幻の移転構想

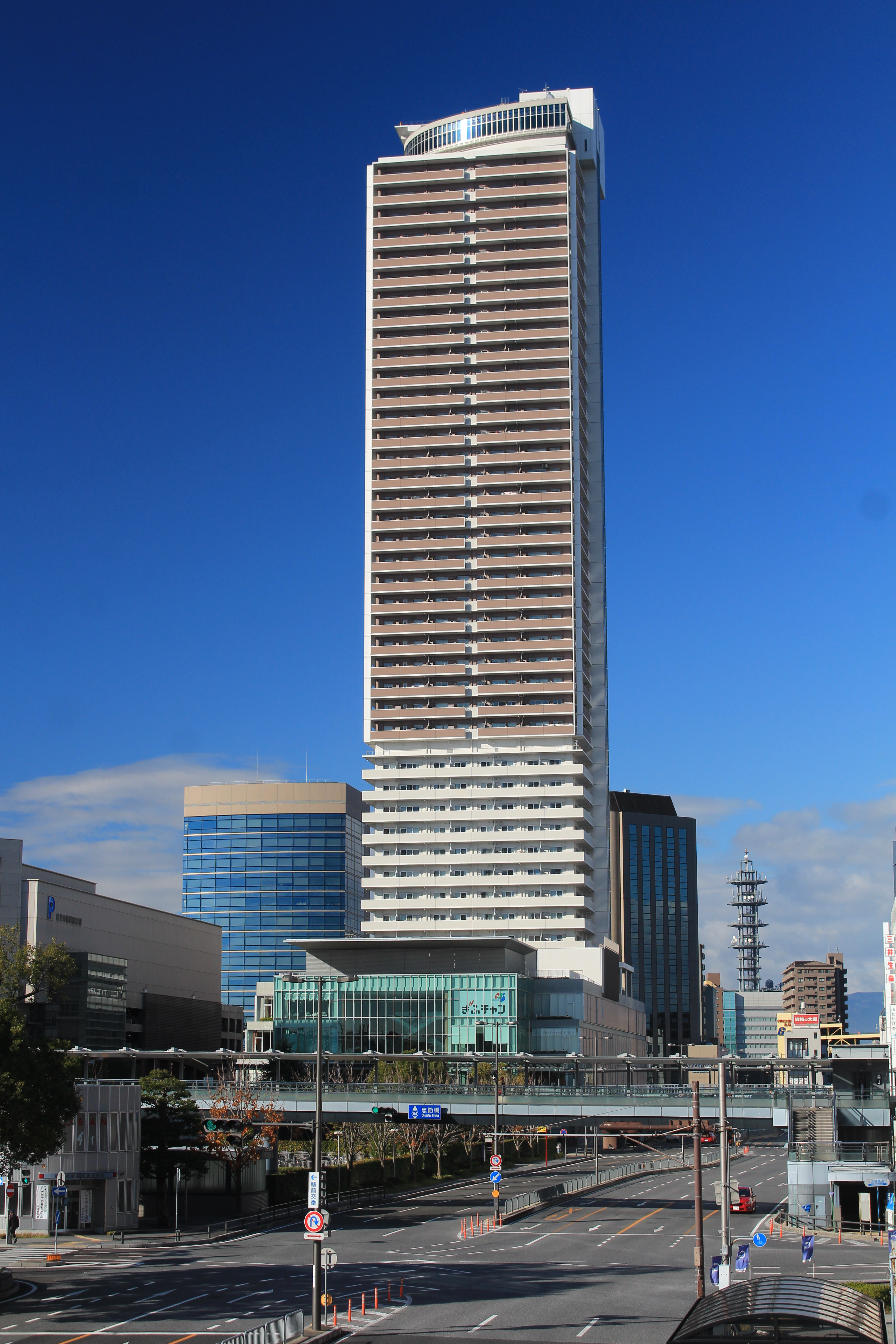
岐阜駅北口から望む岐阜シティ・タワー43（2015年12月30日撮影）

JR岐阜駅北口前では旧岐阜電報電話局跡地を中心とした約5,400㎡の再開発が計画されたが、核店舗となる予定の名古屋三越百貨店が1992年2月に出店計画を白紙撤回した。1994年（平成6年）12月5日の岐阜市議会で原田邦彦技術助役が代替となる大規模店舗の出店意向を述べたが、これは当店の移転計画と報じられた。売場面積の拡張やアクセス改善を当店の幹部も魅力的だとしていた。しかし、柳ヶ瀬商店街からの反発、移転跡地の処遇問題もあって実現しなかった。現在、この再開発事業地には核店舗を持たない岐阜シティ・タワー43が建っている。

### 駅前立地の百貨店
なお、同じ京都近鉄百貨店の系列店としては、1997年（平成9年）9月には隣の滋賀県で草津市のJR草津駅前に草津近鉄百貨店が開業した。こちらの売上は好調で、旧丸物系の岐阜店・京都店閉店後も近鉄百貨店草津店として営業を続けている。

## 柳ヶ瀬ビル
当店の北西には専門店ビルの柳ヶ瀬ビルがあった。

### 近鉄アミコ
1977年（昭和52年）12月、前年8月22日にユニー柳ヶ瀬センターが閉館した跡地の柳ヶ瀬ビルにオープンした専門店街である。5・6階には中日新聞社文化センター、地階には喫茶店「こ～れ」などの飲食店があった。

### イマージュ
名古屋へ買い物に出かけることが多かった20～30代女性を取り込むために「近鉄アミコ」を大改装し、1991年11月22日に「イマージュ」を開業した。
1、2階は若い女性向けファッション、3階はヨーロッパの家具や食器などの生活雑貨、4階は名画を上映するミニシアター「シネアールイマージュ」、5・6階は中日新聞文化センターが入居し、地下1階には1992年春にアサヒビール系のビアレストラン（220人収容）が開業した。
百貨店の閉店後も「イマージュ」はいったん存続し、ビルを保有していた「柳ヶ瀬ビル」は、子会社として京都近鉄百貨店から2001年2月28日の合併で近鉄百貨店に引き継がれた。しかし、空きテナントの増加によって経営が悪化。結局、合併から3か月ほど後の2001年6月に岐阜地方裁判所に破産申請し、ミニシアター「シネアールイマージュ」も閉鎖された。跡地には「オアシス柳ヶ瀬ビル」が建設されている。

## 岐阜県内の近鉄グループの事業

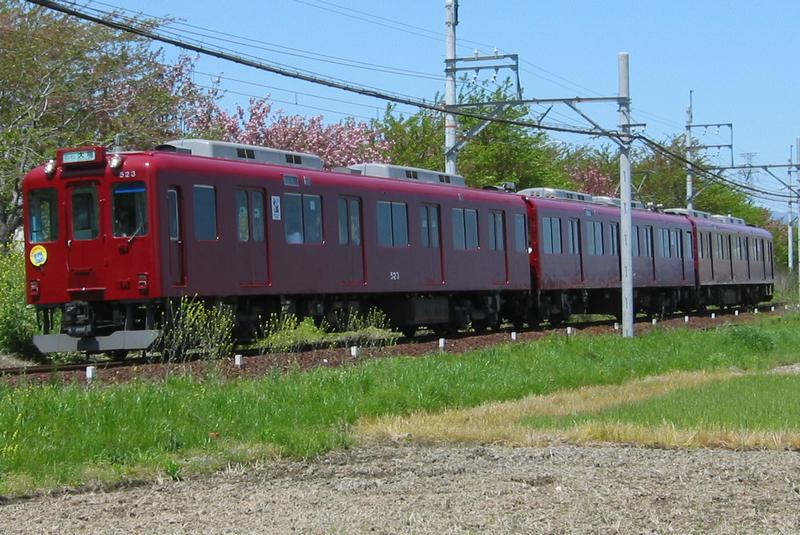
養老鉄道養老線の電車

近鉄グループでは当店の閉鎖後も岐阜県内での事業を縮小している。2000年1月には長良川ホテルを閉鎖し、岐阜ルネッサンスホテルも資本引き上げを共同出資者の名古屋鉄道（名鉄）に伝えるとした。これはいずれも近鉄の鉄道網とのシナジー効果が見込めないためだとされたが、この時点では岐阜県を走っていた養老線も2007年（平成19年）には運営を第三セクターの養老鉄道に分社化した。
このような姿勢に対し、2002年（平成14年）に大日本土木が破綻した際には、地元経済界から近鉄の岐阜県内からの全面撤退を恐れる声も出ている。ただし、現在も名阪近鉄バス（本社は名古屋市）の路線バスや岐阜近鉄タクシーの運行は続けられているほか、岐阜ルネッサンスホテルは名鉄側が撤退し、都ホテル 岐阜長良川として営業している。近鉄バファローズの主催試合を長良川球場で開催したこともあった。

## フロア構成

### 閉店時の本館・新館
| 階  | 本館 フロア概要                                         |
| --- | ------------------------------------------------------- |
| 8階 | 催会場 ◆食堂街                                          |
| 7階 | 子供服・呉服                                            |
| 6階 | 家庭用品                                                |
| 5階 | 紳士服                                                  |
| 4階 | 婦人服・宝飾品・時計・メガネ                            |
| 3階 | 婦人服                                                  |
| 2階 | 婦人服・ハンドバッグ                                    |
| 1階 | 婦人用品（化粧品など）・CDコーナー ・インフォメーション |
| B階 | 食品・菓子「柳ヶ瀬市場」（デパ地下）                    |

## 閉店当時の岐阜市内にあった主な商業施設

### 柳ヶ瀬商店街
- 岐阜髙島屋 - 2024年夏に閉店予定。市内中心部で最後の大型商業施設となっている。
- 岐阜メルサ- 2009年に閉店。後にドン・キホーテが入ったが、こちらも2020年に閉店。
- 岐阜センサ- 2004年8月に閉店。岐阜センサ、岐阜センサ2の二館体制であった。最盛期には88店舗が入居していた。
- 長崎屋岐阜店- 2002年に閉店。跡地は20年近く廃墟となっていたが、広場として活用される方針。

### 新岐阜駅周辺
- 新岐阜百貨店 - 2005年末に閉店後、専門店街「イクト」となった。
- 岐阜パルコ - 2006年8月20日に閉店。
- ダイエー岐阜店- 2001年に閉店。